# Distretto di Strzyżów
Il distretto di Strzyżów (in polacco powiat strzyżowski) è un distretto polacco appartenente al voivodato della Precarpazia.

## Geografia antropica

### Suddivisioni amministrative
Il distretto comprende 5 comuni.
- Comuni urbano-rurali: Strzyżów
- Comuni rurali: Czudec, Frysztak, Niebylec, Wiśniowa